# Жене (Кот-д’Ор)
Жене́ (фр. Genay) — коммуна во Франции, находится в регионе Бургундия. Департамент коммуны — Кот-д’Ор. Входит в состав кантона Семюр-ан-Осуа. Округ коммуны — Монбар.
Код INSEE коммуны — 21291.

## Население
Население коммуны на 2010 год составляло 335 человек.
| 1962 | 1968 | 1975 | 1982 | 1990 | 1999 | 2010 |
| ---- | ---- | ---- | ---- | ---- | ---- | ---- |
| 278  | 294  | 279  | 294  | 308  | 339  | 335  |

## Экономика
В 2010 году среди 209 человек трудоспособного возраста (15—64 лет) 164 были экономически активными, 45 — неактивными (показатель активности — 78,5 %, в 1999 году было 71,0 %). Из 164 активных жителей работали 154 человека (78 мужчин и 76 женщин), безработных было 10 (6 мужчин и 4 женщины). Среди 45 неактивных 13 человек были учениками или студентами, 23 — пенсионерами, 9 были неактивными по другим причинам.